# Bute Park
Bute Park ist ein großer Park in Cardiff, Wales, Großbritannien. Der Park ist nach John Crichton-Stuart, 3. Marquess of Bute benannt, einem Adligen und Industriellen, der mit seiner Familie im an  den Park grenzenden Cardiff Castle gelebt hat.
Der Park wurde von Capability Brown angelegt, jedoch erst 1873 durch Andrew Pettigrew, dem Chef-Landschaftsarchitekten des 3. Marquess ausgebaut. Der 5. Marquess of Bute übergab den Park 1947 an die Stadt, in deren Besitz er sich seitdem befindet.
In dem Park, durch den der Fluss River Taff verläuft, befinden sich ein Botanischer Garten, ein Blumengarten, Sportanlagen und Liegewiesen. Der Glamorgan County Cricket Club hat im Bereich Sophia Garden seinen Vereinssitz. Die meisten Flächen sind Wiesenflächen. Weiterhin verlaufen viele Wege durch den Park.
Innerhalb der Parkanlage befinden sich mehrere Skulpturen. Seit 1981 finden regelmäßig Veranstaltungen im Park statt, darunter Sparks in the Park, ein jährlich stattfindendes nächtliches Feuerwerk, an dem ca. 20.000 Besucher gezählt werden. Die Einnahmen durch die Veranstaltung werden gespendet. Am 10. Juni 2010 fand ein Konzert der Band Florence + the Machine statt.

## Einrichtungen
Im Park verteilt befinden sich mehrere Bistros und Teashops mit Sitzgelegenheiten sowie Spielplätze und Sportanlagen.

## Galerie

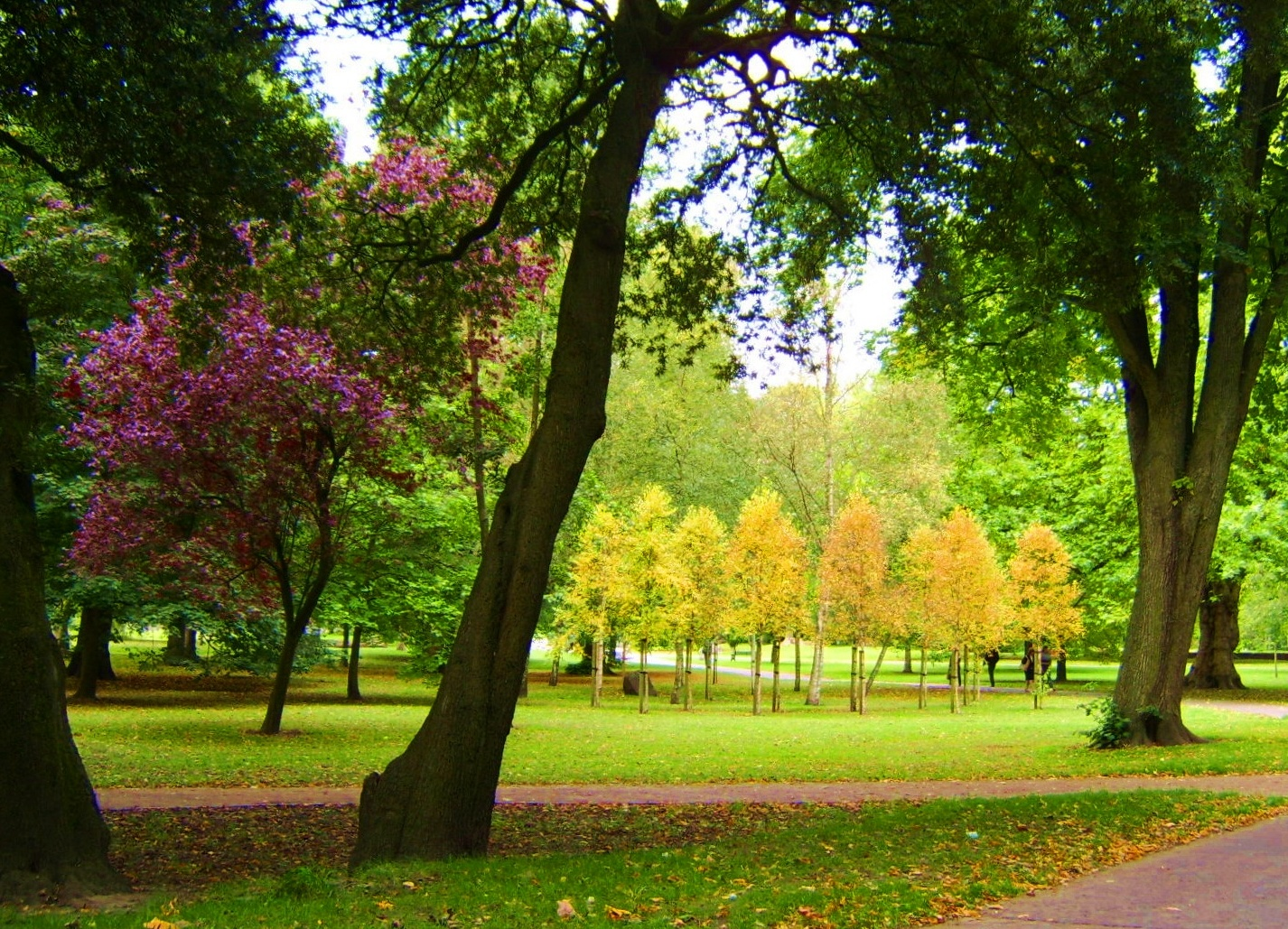
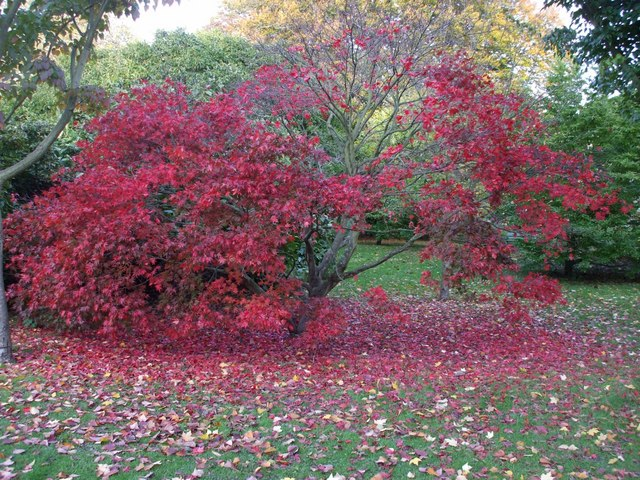
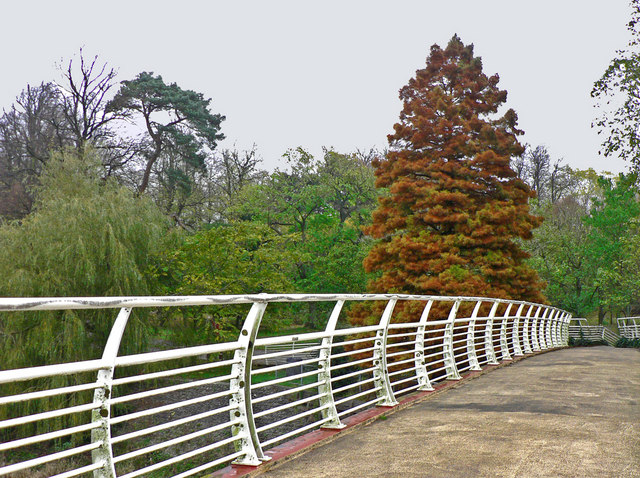
Flussbrücke
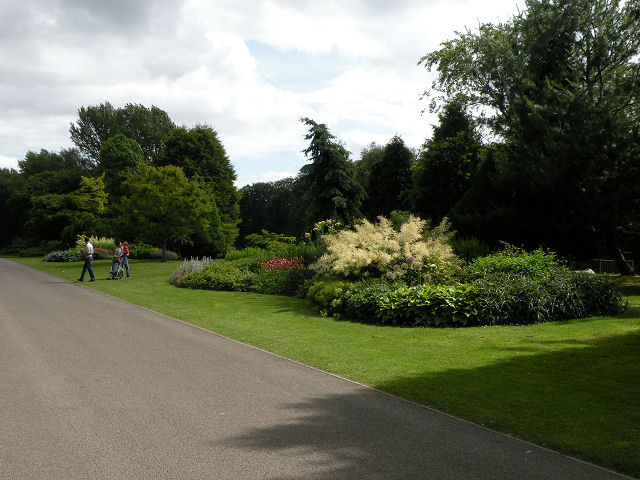
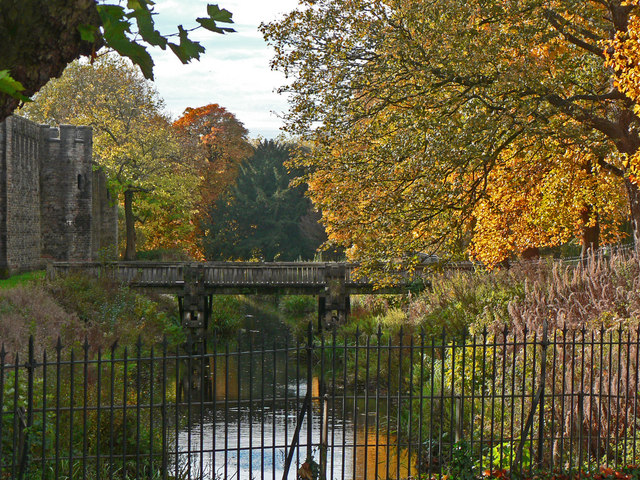
Übergang im Herbst
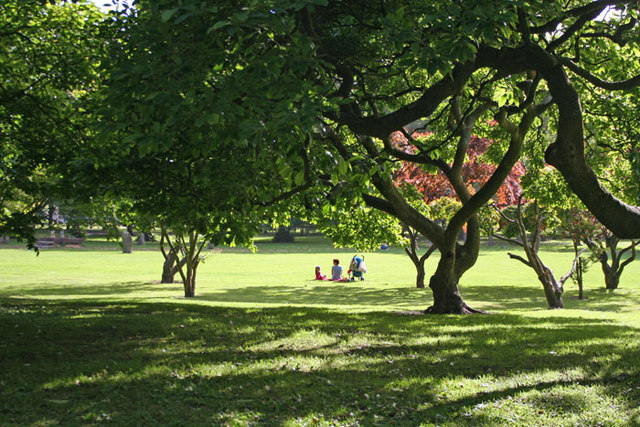
Freiflächen